# Juventino Castro y Castro
Juventino Víctor Castro y Castro (Nuevo Laredo, Tamaulipas, 16 de julio de 1918 - Ciudad de México, 8 de abril de 2012) fue un Abogado Mexicano y Ministro de la Suprema Corte de Justicia de la Nación. Durante una trayectoria de más de 70 años en el ámbito del Derecho, donde destacaron sus estudios en torno a la figura jurídica del amparo, fue uno de los 11 ministros que integró una estructura reformada de la Suprema Corte de Justicia de la Nación (SCJN).
Castro y Castro rindió protesta como ministro de la SCJN el 26 de enero de 1995, gracias a que el Congreso aprobó en aquel entonces una reforma al sistema judicial, que incluyó eliminar el tope de edad para integrar la Corte y la reducción del número de ministros, para facilitar las deliberaciones.
«“Soy el ministro más viejo que se haya nombrado, ya que en 1995 tenía 77 años, ¡y ese récord nadie me lo quita!”», comentó el doctor en Derecho en una entrevista para Compromiso, el órgano informativo del Poder Judicial de la Federación, en 2003, año en que se jubiló del máximo tribunal de México.
“Para que Juventino se convirtiera en ministro, tuvieron que reformar la Constitución, jubilar a 21 ministros y provocar un cisma en el Senado”, bromeó alguna vez Mariano Azuela, uno de sus colegas en la SCJN.
«“Cuando una vez me hice el psicoanálisis, tuve que responder a mí mismo por qué había elegido la profesión jurídica, por qué era abogado: descubrí que siempre había buscado lo justo, lo equilibrado”», le contó Castro y Castro a la Revista Mexicana de Procuración de Justicia, en 1997.
En una ocasión, cuando le preguntaron si el logro más importante de su vida fue haber sido ministro durante ocho años (1995-2003), mencionó que “era más satisfactorio ser abuelo”.
Juventino V. Castro y Castro nació el 16 de julio de 1918, en Nuevo Laredo, Tamaulipas. Durante la década de 1930, cursó las carreras de Derecho y Filosofía y Letras en la Universidad Nacional Autónoma de México (UNAM).
Después ocupó cargos como secretario de Estudio y Cuenta de la SCJN (1947-1952), jefe del Departamento Jurídico de la Lotería Nacional (1953-1977), secretario Jurídico del subsecretario de Gobernación (1979-1982), director y consultor Jurídico de la Procuraduría General de la República (1982-1988), y director general de Asuntos Jurídicos de la Procuraduría General de Justicia del Distrito Federal (1988-1995).
El jurista alternó su labor como funcionario público con la docencia y la investigación. De 1969 a 1995 fue titular de la cátedra de Derecho Constitucional en la Escuela Libre de Derecho, y a partir de 1992 de la de Garantías y Amparo Penal en la División de Estudios de Posgrado de la Facultad de Derecho de la UNAM, donde se desempeñó como tutor.
Dentro de la veintena de libros que publicó sobre la doctrina jurídica, destacó su producción literaria en torno a la figura del amparo, con obras como Garantías y Amparo, Hacia el Amparo Evolucionado, el Sistema del Derecho de Amparo y El Artículo 105 Constitucional.
Ya como ministro de la Suprema Corte, formó parte de una comisión que investigó lo ocurrido en la comunidad de Aguas Blancas, en el estado de Guerrero, donde fueron asesinadas 17 personas el 28 de junio de 1995. La SCJN responsabilizó de violaciones graves a las garantías individuales al que era el gobernador de la entidad, Rubén Figueroa.
Aunque el dictamen no tuvo consecuencias jurídicas, Juventino Castro y Castro se empeñó en hacer pública la opinión de la Corte, para dejar un testimonio a la ciudadanía, según se relata en el libro Semblanzas. Vida y Obra de los Ministros de la Suprema Corte de Justicia de la Nación.
La misma obra señala que Castro y Castro recibió críticas por buscar el protagonismo ante los medios. Aunque también resalta que “promovió siempre que se ejercite la acción de inconstitucionalidad”, y la implementación de los juicios orales.
En su discurso de despedida de la Suprema Corte de Justicia de la Nación, el 28 de noviembre de 2003, el padre de tres hijas agradeció a su esposa, quien murió en 2010, el apoyo recibido:
“Estoy en el más alto Tribunal del Poder Judicial de la Federación. Estoy cierto de que no volveré a ocuparlo. Porto por última vez, en público, la toga de ministro que con tanto orgullo he llevado por muchos años. Precisamente por ello, y porque estoy consciente de ello, quiero que mis palabras finales en este recinto, en este acto y en esta tribuna sean las siguientes: Nada he hecho, nada hubiera podido hacer, sin el apoyo e inspiración de una gran dama, mi compañera de toda una vida, doña María Cristina Sariñana, por su propia voluntad de Castro”, expresó el abogado.
Tras jubilarse de la SCJN, Castro y Castro se integró en octubre de 2005 al equipo de asesores de Andrés Manuel López Obrador, que en ese momento era precandidato a la presidencia de la izquierda mexicana rumbo a la elección del 2006.
En 2005, recibió la Presea Tepantlato por Mérito Jurídico. La Universidad Tepantlato otorga anualmente esta presea a servidores públicos destacados de México.
Tiempo después, con más de 90 años de edad, fue designado por el Partido de la Revolución Democrática (PRD) como diputado plurinominal para el periodo 2009-2012. En su paso por el Congreso mexicano, se desempeñó como presidente de la Comisión de Puntos Constitucionales.

## Trayectoria Académica
Licenciado en Derecho por la UNAM, donde también estudio sus licenciaturas en Filosofía y de Letras, además de su Doctorado en Derecho.
Fue profesor titular de la materia "Segundo Curso de Derecho Constitucinal (Garantías y Amparo)" en la Escuela Libre de Derecho de 1969 a 1995, año en que fue nombrado ministro de la Suprema Corte de Justicia de la Nación,profesor titular de la cátedra de Derecho de amparo por la UNAM en la facultad de derecho y Tutor de la División de posgrado de la Facultad de Derecho de la UNAM.

## Trayectoria Profesional
Ha sido asesor jurídico de múltiples instituciones del Gobierno Federal, siendo entre otras cosas, Juez de diversos tribunales, y asesor jurídico de la Presidencia de 1993 a 1994.
Ministro de la Suprema Corte de Justicia de la Nación, en el periodo comprendido del 1° de febrero de 1995 al 30 de octubre de 2003. 
Presidente Interino del alto Tribunal en febrero de 1998. 
Coordinador General Jurídico en la Procuraduría General de la República, de 1991 a 1993, y Director General de Amparo de la propia Procuraduría en 1994. 
Director General de Asuntos Jurídicos de la Procuraduría General de Justicia del Distrito Federal de 1988 a 1991. 
Director General Jurídico y Consultor General Jurídico de la Procuraduría General de la República de 1982 a 1988. 
Secretario Jurídico del Subsecretario de Gobernación de 1979-1982. 
Director General Jurídico de la Gran Comisión de la Cámara de Diputados de 1977 a 1979. 
Subjefe y Jefe del Consultivo Jurídico de la Lotería Nacional de 1953 a 1977. 
De 1948 a 1952, Secretario de Estudio y Cuenta en la Suprema Corte de Justicia de la Nación. 
Actividades Docentes. 
Coordinador de la Historia de la Procuraduría General de Justicia del Distrito Federal. Es autor, asimismo, de artículos, estudios colectivos, prólogos y conferencias.
Posteriormente, el Senado de México lo designó Ministro de la Suprema Corte de Justicia de la Nación, el 26 de enero de 1995. Asumió el cargo el primero de febrero de 1995, y quedó adscrito a la Primera Sala, a la cual presidió, a partir del 7 de febrero de 1995, y hasta 31 de diciembre de 1997.
Actualmente se desempeñaba como diputado federal del PRD y presidente de la Comisión de puntos Constitucionales de la LXI Legislatura y fue sustituido por su suplente el Diputado Hilario Everardo Sánchez Cortés de la Circunscripción 5 del Estado de México
Falleció en la Ciudad de México, el 8 de abril el 2012, a los 93 años.

## Publicaciones
- La suplencia de la queja deficiente en el juicio de amparo
- Hacia el amparo evolucionado
- Garantías y amparo
- El Ministerio Público en México
- Ensayos constitucionales
- El sistema del derecho de amparo
- La suspensión del acto reclamado en el amparo
- La Procuración de la Justicia Federal
- La procuración de justicia: Un imperativo constitucional
- La mutación estructural del derecho en México
- El artículo 105 constitucional: Cincuenta y cinco años de *intranquilidades jurídicas
- Dos trancos en la vida constitucional de México